# إدغار فرويز
إدغار فرويز (بالألمانية: Edgar Froese)‏ هو كاتب أغاني وموسيقي وملحن ألماني، ولد في 6 يونيو 1944 في سوفتسك في روسيا، وتوفي في 20 يناير 2015 في فيينا في النمسا بسبب انصمام رئوي.

## وصلات خارجية
- إدغار فرويز على موقع IMDb (الإنجليزية)
- إدغار فرويز على موقع ميوزك برينز (الإنجليزية)
- إدغار فرويز على موقع قاعدة بيانات الأفلام السويدية (السويدية)
- إدغار فرويز على موقع أول ميوزيك (الإنجليزية)
- إدغار فرويز على موقع ديسكوغز (الإنجليزية)
- إدغار فرويز على موقع قاعدة بيانات الفيلم (الإنجليزية)
- إدغار فرويز على موقع كينوبويسك (الروسية)